# 四蕊熊巴掌
四蕊熊巴掌（学名：Phyllagathis tetrandra），为野牡丹科锦香草属下的一个植物种。